# Градище (Везник)
Градище (на гръцки: Γραδίσκος, Γκραντίσκος, Градискос, Κάστρο Αγίου Πνεύματος) е антично и средновековно отбранително съоръжение, разположено край сярското село Везник (Агио Пневма), Северна Гърция. Крепостта е обявена от Археологическата служба на Гърция за защитен археологически обект.

## Име
Името на хълма е от български произход, обичайно за българската топонимия. На гръцки е предавано като Γκραντήσκος или Γραδίσκος, Градискос.

## Местоположение
Крепостта е разположена на хълм на кратко разстояние северозападно от село Везник. Хълмът е дълъг и тесен и естествено укрепен, част от планинския масив на планината Сминица (Меникио). На изток, на отсрещния хълм, се намира манастирът „Свети Илия“. Стръмните страни на крепостта на изток и запад са заобиколени от дълбоки дерета. Южната страна е доста полегата и в нейното подножието са първите къщи на селото. От северната страна се образува малка шийка със съседното долно възвишение. Това е най-уязвимото място на укреплението.

## История
Укрепеното селище на върха не е идентифицирано в нито един от историческите източници. В декларацията на Археологическата служба е отбелязано: „богати находки от късната бронзова епоха и останки от сгради от римско време“. В „Археологико Делтио“ 24/B2 (1969) се посочва, че „на мястото на Градискос са запазени руини от стените на акропола, вероятно от римско време. На изток и на север от хълма има гробове, изсечени в скалата, които явно изглежда са били гробището на този неизвестен град. Монетите, предадени от селяните, са от древногръцко време (предимно от македонски градове), римско и ранновизантийско време.“ Самсарис Петрос споменава на мястото повърхностна керамика от по-късно римско и раннохристиянско време.
Намерените сребърни и бронзови монети са на римските императори Марк Аврелий (II век), Септимий Север (средата на II – началото на III век), Клавдий II (III век), Диоклециан (III век), както и от епохата на Македонската лига (ΙΙΙ век пр. Хр.).
Тоест това е древно селище, укрепено в следримския период поради варварски набези (тоест около III век) и оцеляло до ранновизантийската епоха, тоест до V - VI век.

## Архитектура
Хълмът е заобиколен отвсякъде от здрава стена, ок която са запазени развалини от северната и източната страна. Конструкцията на стената се състои от различни по големина камъни с бяла спойваща мазилка между тях. В част от северната стена също се наблюдава използването на цокли. Периметърът на крепостта е около 700-800 m.
Най-запазената част от стената е от югоизточната страна. Представлява участък от стена с дължина около 8 m с височина, която достига до 2,5 m. Следите от зида личат и при останалата част от източната страна, но на по-ниска височина. От северната страна има развалини от стена с дължина около 70 m, която блокира най-уязвимата точка на крепостта. Запазени са на малка височина до 1 m и дебелина от 1 до 2 m. В североизточния ъгъл има следи от кула. От югозападната страна е запазена малка част от стената на ниска височина до 0,8 m.
Откъм южната страна следите от стената са съвсем неразличими, докато от стръмната западна страна следите се губят. Стената е била използвана като строителен материал от жителите на Везник.
Селище е имало както в рамките на стените, така и извън тях. На цялата територия на крепостта има изкуствени платформи с основи на сгради, разпръснати камъни, керамика и каменни купчини.